# Tofte (Nordland)
Pour les articles homonymes, voir Tofte.
Tofte est une localité du comté de Nordland, en Norvège.

## Géographie
Administrativement, Tofte fait partie de la kommune de Brønnøy.